# Kościół mariawicki w Pogorzeli

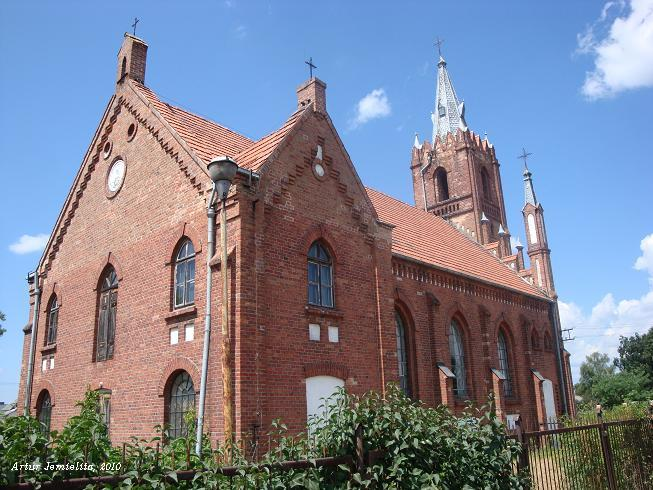
Kościół mariawicki w Pogorzeli – widziany od strony południowej

Kościół mariawicki w Pogorzeli – nieczynna zdesakralizowana świątynia, będąca kiedyś użytkowana przez Kościół Katolicki Mariawitów.
Kościół mariawicki w Pogorzeli został wybudowany w 1910. Początkowo świątynia należała do Kościoła Starokatolickiego Mariawitów, natomiast po 1935 społeczność mariawicka w większości opowiedziała się za reformami abp. Jana Marii Michała Kowalskiego i budynek przeszedł do wiernych Kościoła Katolickiego Mariawitów. Po II wojnie światowej liczba wyznawców zaczęła drastycznie spadać, dlatego w latach 70. XX w. Kościół Katolicki Mariawitów podjął decyzję o przekazaniu majątku Skarbowi Państwa. W 1985 kościół został wyremontowany z funduszy Wojewódzkiego Konserwatora Zabytków, a następnie – decyzją wojewody siedleckiego – przekazany, jako mienie komunalne na rzecz gminy Osieck. Od 1989 obiekt jest dzierżawiony przez osoby prywatne. W 2001 wójt gminy Osieck wystosował pismo do bp. Zbigniewa Kiernikowskiego, w którym proponowano przekazanie świątyni Kościołowi rzymskokatolickiemu.
W 2002 Bogna Burska zrealizowała w kościele projekt malarski „Witraże”.

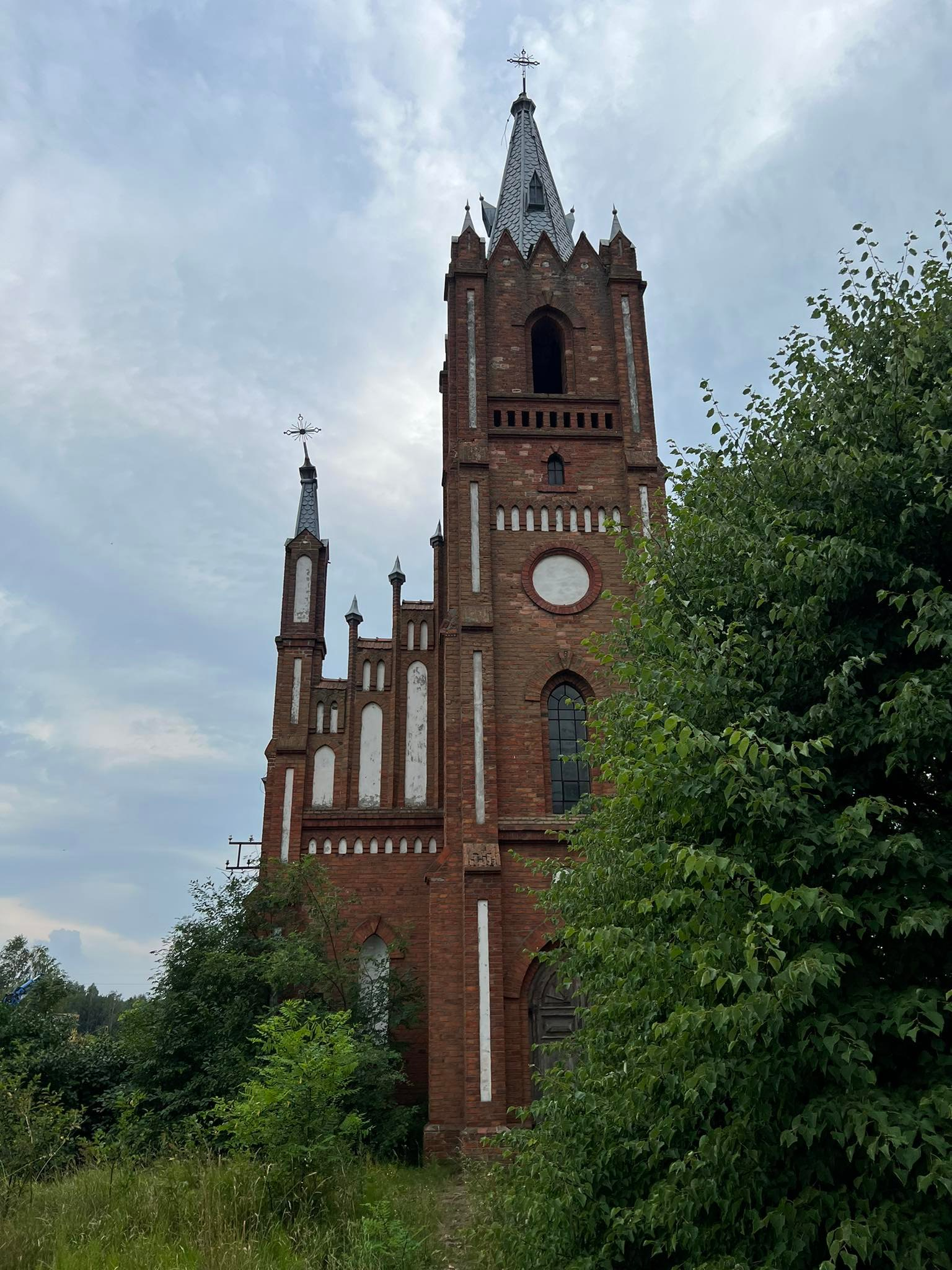
Kościół w roku 2022 - widoczna degradacja stanu świątyni

Świątynia stoi pusta, teren jest ogrodzony i zamknięty, zauważalna jest stopniowa degradacja opuszczonej świątyni, w 2020 r. zawaliła się kopuła jednej z bocznych wieżyczek, która uszkodziła dach, w efekcie do wnętrza kościoła dostaje się woda. Teren wokoło porasta krzewami.
Tuż za ostatnimi zabudowaniami w kierunku Osiecka po północnej stronie drogi w lesie znajduje się niewielki cmentarz mariawitów. We wsi nie ma kościoła rzymskokatolickiego, znajduje się on w sąsiadującym Osiecku.
W Pogorzeli znajduje się jeszcze kaplica domowa pod wezwaniem Matki Boskiej Nieustającej Pomocy, będąca siedzibą parafii Kościoła Katolickiego Mariawitów.